# Mary Apick

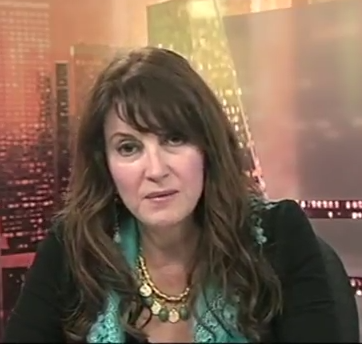
Mary Apick

Mary Apick (anhörenⓘ; persisch مری آپیک; * 1954 in Teheran) ist eine iranische Schauspielerin, Autorin und Produzentin.

## Leben und Werk
Apick wuchs in einer armenischen Künstlerfamilie in Teheran auf, die sie besonders in ihren ersten Lebensjahren entscheidend prägte. Ihre Mutter Apick Yousefian, selbst Schauspiellegende, weckte in Mary das Interesse für das Schauspiel. Bereits im zarten Alter von neun Jahren stand sie erstmals auf einer Theaterbühne.
Erste TV-Erfolge erzielte sie in Serien wie Amir Arsalan oder Manijeh, in denen sie den typischen Teenager verkörperte. Der Durchbruch als Schauspielerin gelangte ihr mit den TV-Komödien Oktopus und Kaaf-Show, die landesweit zu explodierenden Zuschauerquoten führten. Später arbeitete sie am Little Tehran Theatre, wo sie mehrere Stücke produzierte und rezensierte.
Internationale Berühmtheit erlangte Apick durch das Internationale Filmfestival von Moskau, bei dem sie als erste Iranerin und Asiatin den Best Actress Award für ihre Rolle im Drama Bonbast (dt.: „Sackgasse“) erhielt. Bonbast, geschrieben und produziert von Parviz Sayyad, unterlag unter dem repressiven Schahregime der Zensur und durfte im Iran nicht gezeigt werden. Dies sorgte zwischenzeitlich für so viel Spannung zwischen Moskau und Teheran, dass im Iran ernsthaft über einen Abbruch der
diplomatischen Beziehungen debattiert wurde.
Des Weiteren spielte Apick an der Seite von Burt Lancaster und Richard Crenna in Auf den Schwingen des Adlers (On Wings of Eagles).
Wie zahlreiche andere Künstler sah sich auch Apick nach der islamischen Revolution gezwungen den Iran zu verlassen.
Heute lebt Apick in Los Angeles und ist verheiratet mit dem Produzenten Bob Yari. Aus dieser Ehe gingen zwei Söhne hervor.
Heute engagiert sich Apick vor allem für Kinderrechte und allem voran Frauenrechte, mit speziellem Fokus auf den Iran.